# Albiac (Lot)
Pour les articles homonymes, voir Albiac.
Albiac est une commune française située dans le nord-est du département du Lot, en région Occitanie.
Elle est également dans le causse de Gramat, le plus vaste et le plus sauvage des quatre causses du Quercy.
Exposée à un climat océanique altéré, elle est drainée par le ruisseau du Morou et par divers autres petits cours d'eau. Incluse dans le bassin de la Dordogne, la commune possède un patrimoine naturel remarquable :  un espace protégé (« géoparc des causses du Quercy ») et une zone naturelle d'intérêt écologique, faunistique et floristique.
Albiac est une commune rurale qui compte 88 habitants en 2022, après avoir connu un pic de population de 332 habitants en 1806. Elle fait partie de l'aire d'attraction de Gramat. Ses habitants sont appelés les Albiacois ou  Albiacoises.

## Géographie
Commune du Quercy située dans le Limargue.

### Communes limitrophes
Les communes limitrophes sont  Aynac, Bio, Issendolus, Saignes et Thémines.
|            | Saignes  |       |
| Bio        | Albiac   | Aynac |
| Issendolus | Thémines |       |

### Climat
Pour des articles plus généraux, voir Climat de l'Occitanie et Climat du Lot.
En 2010, le climat de la commune est de type climat océanique altéré, selon une étude s'appuyant sur une série de données couvrant la période 1971-2000. En 2020, Météo-France publie une typologie des climats de la France métropolitaine dans laquelle la commune est dans une zone de transition entre le climat océanique altéré et le climat de montagne et est dans la région climatique Ouest et nord-ouest du Massif Central, caractérisée par une pluviométrie annuelle de 900 à 1 500 mm, maximale en automne et en hiver.
Pour la période 1971-2000, la température annuelle moyenne est de 11,8 °C, avec une amplitude thermique annuelle de 15,3 °C. Le cumul annuel moyen de précipitations est de 1 121 mm, avec 11,6 jours de précipitations en janvier et 6,9 jours en juillet. Pour la période 1991-2020, la température moyenne annuelle observée sur la station météorologique la plus proche, située sur la commune de Lunegarde à 13 km à vol d'oiseau, est de 12,6 °C et le cumul annuel moyen de précipitations est de 828,1 mm,. Pour l'avenir, les paramètres climatiques de la commune estimés pour 2050 selon différents scénarios d’émission de gaz à effet de serre sont consultables sur un site dédié publié par Météo-France en novembre 2022.

### Milieux naturels et biodiversité

#### Espaces protégés
La protection réglementaire est le mode d’intervention le plus fort pour préserver des espaces naturels remarquables et leur biodiversité associée,.
La commune fait ainsi partie du parc naturel régional des Causses du Quercy, un espace protégé créé en 1999 et d'une superficie de 183 039 ha, qui s'étend sur 102 communes du département du Lot. La cohérence du territoire du Parc s’est fondée sur l’unité géologique d’un même socle de massif karstique, entaillé de profondes vallées. Le périmètre repose sur une unité de paysages autour de la pierre et du bâti (souvent en pierre sèche), de l’empreinte des pelouses sèches et du pastoralisme et de l’omniprésence des patrimoines naturels et culturels,. Ce parc a été classé Géoparc en mai 2017 sous la dénomination « géoparc des causses du Quercy, faisant dès lors partie du Réseau mondial des Géoparcs, soutenu par l’UNESCO,.
La commune fait également partie de la zone de transition du bassin de la Dordogne, un territoire d'une superficie de 1 880 258 ha reconnu réserve de biosphère par l'UNESCO en juillet 2012,.

#### Zones naturelles d'intérêt écologique, faunistique et floristique

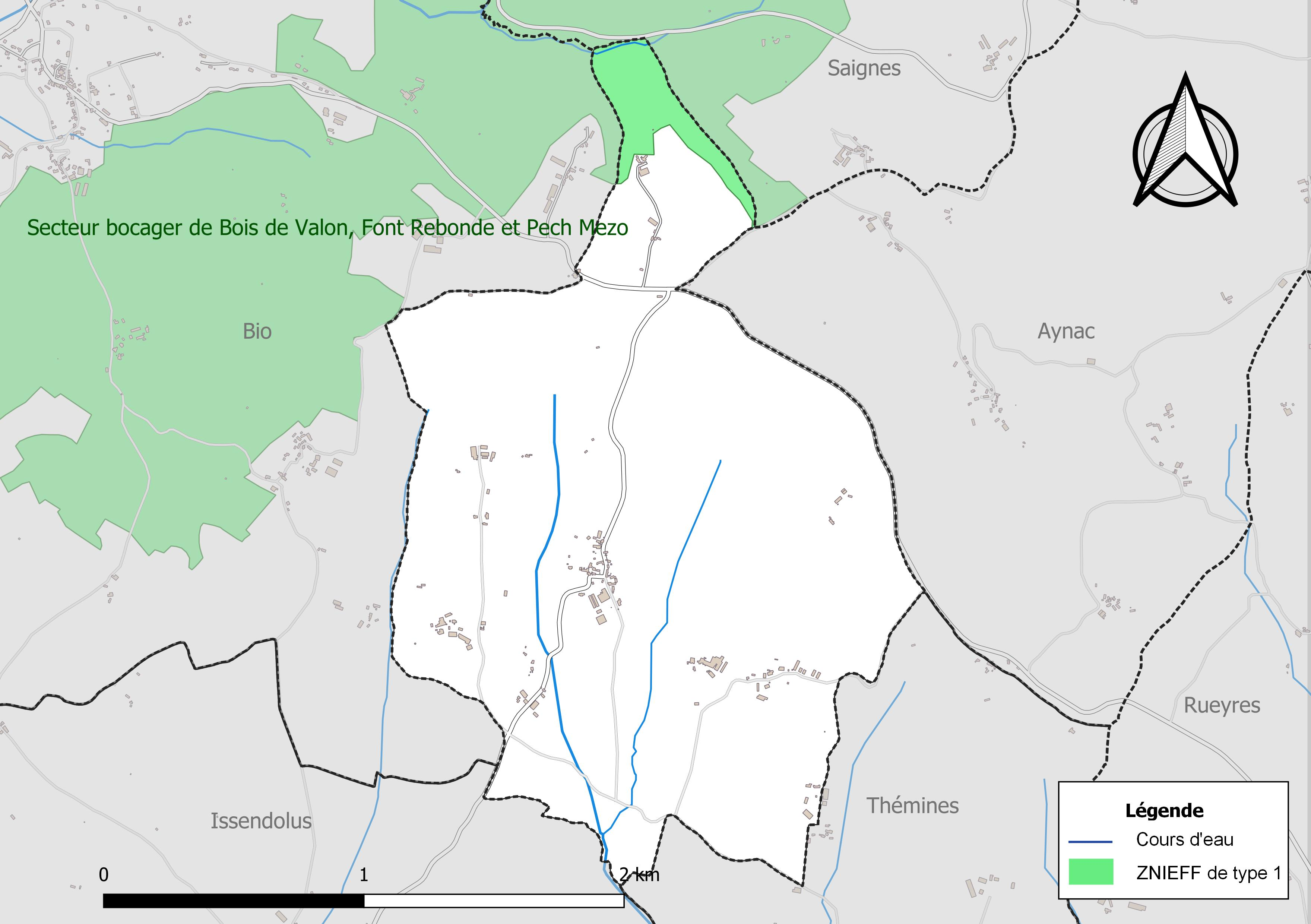
Carte de la ZNIEFF de type 1 localisée sur la commune.

L’inventaire des zones naturelles d'intérêt écologique, faunistique et floristique (ZNIEFF) a pour objectif de réaliser une couverture des zones les plus intéressantes sur le plan écologique, essentiellement dans la perspective d’améliorer la connaissance du patrimoine naturel national et de fournir aux différents décideurs un outil d’aide à la prise en compte de l’environnement dans l’aménagement du territoire.
Une ZNIEFF de type 1 est recensée sur la commune :
le « Secteur bocager de bois de Valon, Font Rebonde et pech Mezo » (533 ha), couvrant 5 communes du département.

## Urbanisme

### Typologie
Au 1er janvier 2024, Albiac est catégorisée commune rurale à habitat très dispersé, selon la nouvelle grille communale de densité à sept niveaux définie par l'Insee en 2022.
Elle est située hors unité urbaine. Par ailleurs la commune fait partie de l'aire d'attraction de Gramat, dont elle est une commune de la couronne,. Cette aire, qui regroupe 18 communes, est catégorisée dans les aires de moins de 50 000 habitants,.

### Occupation des sols
L'occupation des sols de la commune, telle qu'elle ressort de la base de données européenne d’occupation biophysique des sols Corine Land Cover (CLC), est marquée par l'importance des territoires agricoles (78,8 % en 2018), une proportion sensiblement équivalente à celle de 1990 (79 %). La répartition détaillée en 2018 est la suivante : 
prairies (68,6 %), forêts (21,2 %), terres arables (10,2 %). L'évolution de l’occupation des sols de la commune et de ses infrastructures peut être observée sur les différentes représentations cartographiques du territoire : la carte de Cassini (XVIIIe siècle), la carte d'état-major (1820-1866) et les cartes ou photos aériennes de l'IGN pour la période actuelle (1950 à aujourd'hui).

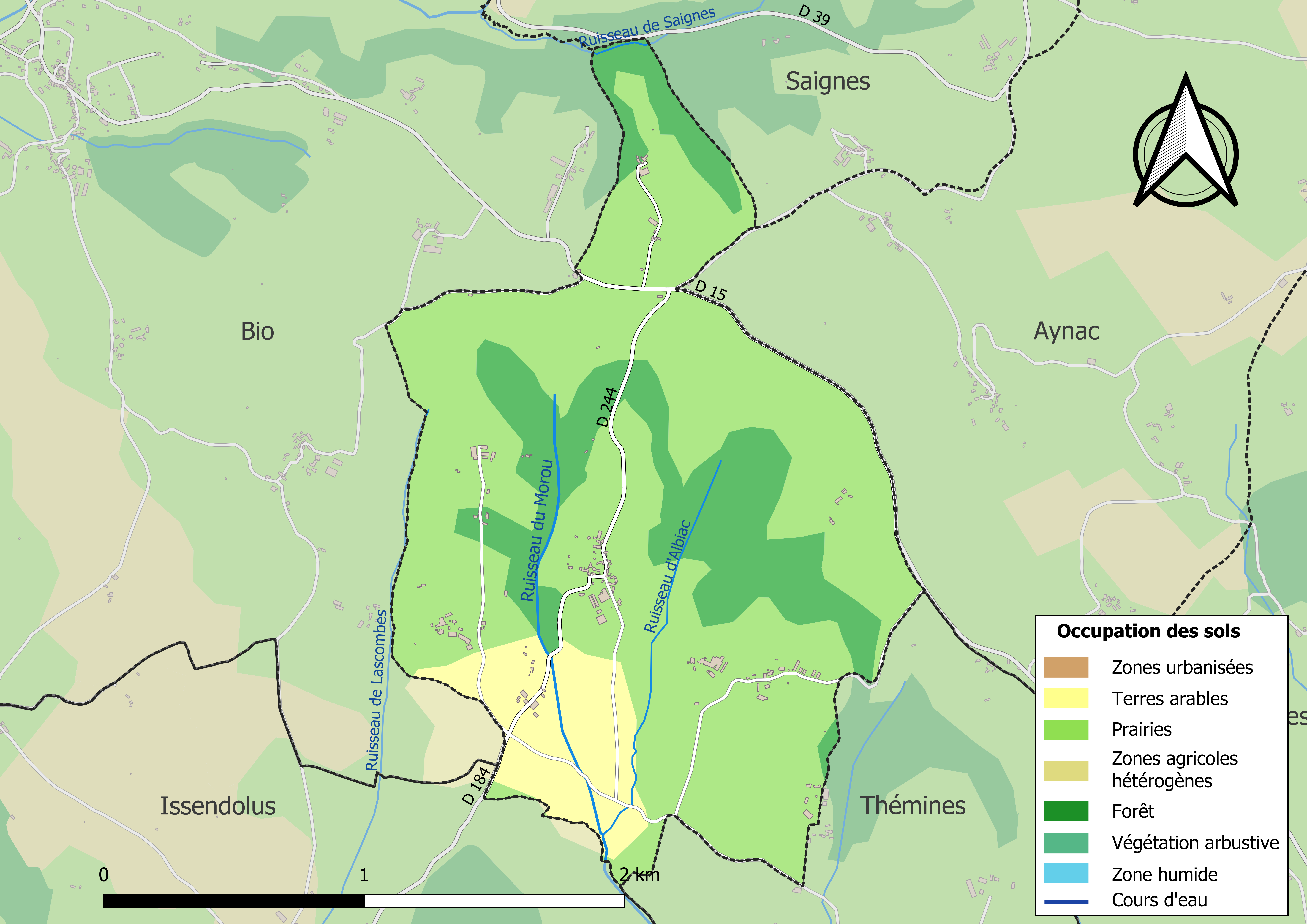
Carte des infrastructures et de l'occupation des sols de la commune en 2018 (CLC).

### Risques majeurs
Le territoire de la commune d'Albiac est vulnérable à différents aléas naturels : météorologiques (tempête, orage, neige, grand froid, canicule ou sécheresse), feux de forêts, mouvements de terrains et séisme (sismicité très faible). Un site publié par le BRGM permet d'évaluer simplement et rapidement les risques d'un bien localisé soit par son adresse soit par le numéro de sa parcelle.
Albiac est exposée au risque de feu de forêt. Un plan départemental de protection des forêts contre les incendies a été approuvé par arrêté préfectoral le 30 novembre 2015 pour la période 2015-2025. Les propriétaires doivent ainsi couper les broussailles, les arbustes et les branches basses sur une profondeur de 50 mètres, aux abords des constructions, chantiers, travaux et installations de toute nature, situées à moins de 200 mètres de terrains en nature
de bois, forêts, plantations, reboisements, landes ou friches. Le brûlage des déchets issus de l’entretien des parcs et jardins des ménages et des collectivités est interdit. L’écobuage est également interdit, ainsi que les feux de type méchouis et barbecues, à l’exception de ceux prévus dans des installations fixes (non situées sous couvert d'arbres) constituant une dépendance d'habitation.

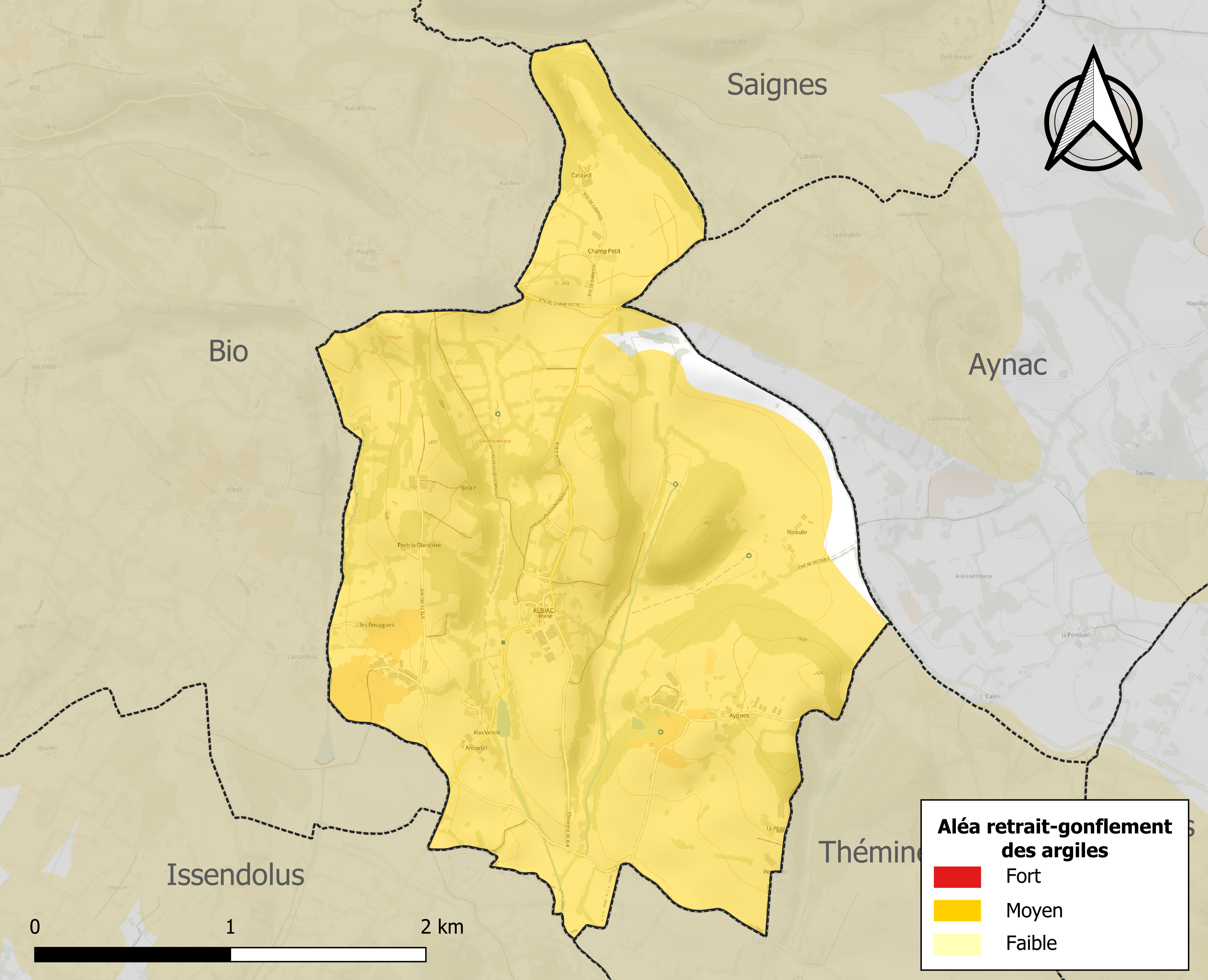
Carte des zones d'aléa retrait-gonflement des sols argileux d'Albiac.

Les mouvements de terrains susceptibles de se produire sur la commune sont des glissements de terrain.
Le retrait-gonflement des sols argileux est susceptible d'engendrer des dommages importants aux bâtiments en cas d’alternance de périodes de sécheresse et de pluie. 97 % de la superficie communale est en aléa moyen ou fort (67,7 % au niveau départemental et 48,5 % au niveau national). Sur les 43 bâtiments dénombrés sur la commune en 2019, 43 sont en aléa moyen ou fort, soit 100 %, à comparer aux 72 % au niveau départemental et 54 % au niveau national. Une cartographie de l'exposition du territoire national au retrait gonflement des sols argileux est disponible sur le site du BRGM,.
Par ailleurs, afin de mieux appréhender le risque d’affaissement de terrain, l'inventaire national des cavités souterraines permet de localiser celles situées sur la commune.
La commune a été reconnue en état de catastrophe naturelle au titre des dommages causés par les inondations et coulées de boue survenues en 1982, 1993 et 1999. Concernant les mouvements de terrains, la commune a été reconnue en état de catastrophe naturelle au titre des dommages causés par des mouvements de terrain en 1999.

## Toponymie
Attestée sous la forme Albiaco en 967 dans une charte du cartulaire de l'abbaye de Beaulieu, Le Bias en 1835.
Le toponyme Albiac est basé sur l'anthroponyme gallo-romain Albinius, qui passe à Albius avec la terminaison -acum. La terminaison -ac est issue du suffixe gaulois -acon (lui-même du celtique commun *-āko-), souvent latinisé en -acum dans les textes. C'est le nom du domaine d'Albinius.

## Histoire
D'après Alain Trémoulet, des traces anciennes, au lieu-dit Goudounesque, attesteraient de la présence des Ligures à Albiac. Une villa et une voie romaine aurait aussi contribué au développement du village.
Une première chapelle primitive de christianisation aurait été érigée entre les VIIIe et IXe siècles. Elle se situe sous le chœur de l'église actuelle. Quatre piliers préromans ont été découverts lors de travaux d'assainissement en 1994, autour le l'abside de l'église. Les cartulaires de Cahors et de Beaulieu-sur-Dordogne nomme l'église « Sancti Petri de Albiaco ».
Cette chapelle a évolué en prieuré carolingien subordonné au monastère Saint-Pierre de Marcilhac-sur-Célé. Au milieu du Xe siècle, le prieuré fut vendu par les moines de Marcilhac à Hugues II, baron de Castelnau-Gramat qui en firent don à l'évêque de Cahors en 986. Le prieuré était rattaché à la vicairie d'Aynac (vicaria Aasnacencis). Il était dirigé par un prieur, secondé par un à trois abbés. Il fut remplacé par un prieuré gothique, régit par la règle de saint Benoît et construit entre 1250 et 1330, à côté de l'église Saint Pierre. L'approvisionnement en eau provenait de la fontaine du Théron et d'un puits de l'ancien château mentionné au Xe siècle. Les activités religieuses cessèrent avant 1370, à la suite des destructions de la guerre de Cent Ans.
Saint Pierre d'Albiac devient alors une simple église dépendante de l'archiprêtré de Thégra. La paroisse eut à subir des actes de violences et de destruction lors des guerres de religion. Le château appartenait à la famille de Roquemaurel vers 1670.

## Politique et administration
| Période                                  | Période  | Identité                     | Étiquette | Qualité |
| ---------------------------------------- | -------- | ---------------------------- | --------- | ------- |
| 1793                                     | 1794     | Guillaume Brunet             |           |         |
| 1794                                     | 1797     | Pierre Turene                |           |         |
| 1797                                     | 1798     | Guillaume Tartoire           |           |         |
| 1798                                     | 1799     | Guillaume Brunet             |           |         |
| 1800                                     | 1802     | Pierre Andre                 |           |         |
| 1802                                     | 1806     | Jean Louis Pradie            |           |         |
| 1806                                     | 1808     | Pierre Turenne               |           |         |
| 1808                                     | 1813     | Pierre Andre                 |           |         |
| 1813                                     | 1817     | Jean Baptiste Prouillac (de) |           |         |
| 1817                                     | 1823     | Jean Louis Pradie            |           |         |
| 1823                                     | 1848     | Jean Louis Laporte           |           |         |
| 1848                                     | 1856     | Ambroise Nastorg             |           |         |
| 1856                                     | 1871     | Arsène Lacarriere            |           |         |
| 1871                                     | 1896     | Géraud Bergougnoux           |           |         |
| 1896                                     | 1907     | Julien Fontanille            |           |         |
| 1907                                     | 1947     | Joseph Lacarriere            |           |         |
| 1947                                     | 1974     | Henri Rougie                 |           |         |
| 1974                                     | 2008     | Julien Rougié                |           |         |
| 2008                                     | En cours | Marie Berthoumieu            |           |         |
| Les données manquantes sont à compléter. |          |                              |           |         |

## Démographie
L'évolution du nombre d'habitants est connue à travers les recensements de la population effectués dans la commune depuis 1793. Pour les communes de moins de 10 000 habitants, une enquête de recensement portant sur toute la population est réalisée tous les cinq ans, les populations de référence des années intermédiaires étant quant à elles estimées par interpolation ou extrapolation. Pour la commune, le premier recensement exhaustif entrant dans le cadre du nouveau dispositif a été réalisé en 2006.

En 2022, la commune comptait 88 habitants, en évolution de +20,55 % par rapport à 2016 (Lot : +1,31 %, France hors Mayotte : +2,11 %).
| 1793 | 1800 | 1806 | 1821 | 1831 | 1836 | 1841 | 1846 | 1851 |
| ---- | ---- | ---- | ---- | ---- | ---- | ---- | ---- | ---- |
| 248  | 330  | 332  | 235  | 222  | 237  | 244  | 242  | 240  |

| 1856 | 1861 | 1866 | 1872 | 1876 | 1881 | 1886 | 1891 | 1896 |
| ---- | ---- | ---- | ---- | ---- | ---- | ---- | ---- | ---- |
| 218  | 210  | 197  | 193  | 193  | 176  | 175  | 142  | 141  |

| 1901 | 1906 | 1911 | 1921 | 1926 | 1931 | 1936 | 1946 | 1954 |
| ---- | ---- | ---- | ---- | ---- | ---- | ---- | ---- | ---- |
| 140  | 135  | 129  | 119  | 109  | 118  | 108  | 97   | 93   |

| 1962 | 1968 | 1975 | 1982 | 1990 | 1999 | 2006 | 2011 | 2016 |
| ---- | ---- | ---- | ---- | ---- | ---- | ---- | ---- | ---- |
| 86   | 77   | 70   | 72   | 60   | 66   | 77   | 89   | 73   |

| 2021 | 2022 | - | - | - | - | - | - | - |
| ---- | ---- | - | - | - | - | - | - | - |
| 80   | 88   | - | - | - | - | - | - | - |

## Économie

### Emploi
|                | 2008  | 2013  | 2018  |
| -------------- | ----- | ----- | ----- |
| Commune        | 6,4 % | 1,8 % | 4,4 % |
| Département    | 7,3 % | 8,9 % | 9,6 % |
| France entière | 8,3 % | 10 %  | 10 %  |

En 2018, la population âgée de 15 à 64 ans s'élève à 41 personnes, parmi lesquelles on compte 75,6 % d'actifs (71,1 % ayant un emploi et 4,4 % de chômeurs) et 24,4 % d'inactifs,. Depuis 2008, le taux de chômage communal (au sens du recensement) des 15-64 ans est inférieur à celui de la France et du département.
La commune fait partie de la couronne de l'aire d'attraction de Gramat, du fait qu'au moins 15 % des actifs travaillent dans le pôle,. Elle compte 13 emplois en 2018, contre 19 en 2013 et 23 en 2008. Le nombre d'actifs ayant un emploi résidant dans la commune est de 30, soit un indicateur de concentration d'emploi de 43,4 % et un taux d'activité parmi les 15 ans ou plus de 54,7 %.
Sur ces 30 actifs de 15 ans ou plus ayant un emploi, 8 travaillent dans la commune, soit 27 % des habitants. Pour se rendre au travail, 84,8 % des habitants utilisent un véhicule personnel ou de fonction à quatre roues, 12,1 % s'y rendent en deux-roues, à vélo ou à pied et 3 % n'ont pas besoin de transport (travail au domicile).

### Activités hors agriculture
6 établissements sont implantés  à Albiac au 31 décembre 2019.
Le secteur de l'industrie manufacturière, des industries extractives et autres est prépondérant sur la commune puisqu'il représente 83,3 % du nombre total d'établissements de la commune (5 sur les 6 entreprises implantées  à Albiac), contre 14 % au niveau départemental.

### Agriculture
|               | 1988 | 2000 | 2010 | 2020 |
| ------------- | ---- | ---- | ---- | ---- |
| Exploitations | 13   | 15   | 13   | 7    |
| SAU (ha)      | 501  | 600  | 707  | 699  |

La commune est dans la Limargue », une petite région agricole occupant une bande verticale à l'est du territoire du département du Lot. En 2020, l'orientation technico-économique de l'agriculture  sur la commune est l'élevage bovin, orientation mixte lait et viande. Sept exploitations agricoles ayant leur siège dans la commune sont dénombrées lors du recensement agricole de 2020 (13 en 1988). La superficie agricole utilisée est de 699 ha,,.

## Culture locale et patrimoine

### Lieux et monuments
- L'église Saint-Pierre d'Albiac. Son clocher actuel est une grosse tour carrée située à droite de la porte d'entrée. Il est surmonté d'une croix et d'un coq et comprend quatre abat-sons et deux cloches. La plus grande est supposée dater du XVIe, par comparaison à une autre localisée à Thégra et datée précisément de 1518. Elle mesure 63 cm de diamètre et 67 cm de haut et porte de nombreuses inscriptions dont « SANT PEIRE DALBIAC IHS MARIA » (Saint Pierre d'Albiac Jésus Marie), réalisée avec la technique de la cire perdue. Cette cloche est classée au titre des monuments historiques le 20 mai 2014. Une deuxième cloche, plus petite, a été fondue en 1877 par les frères Cazes de Villefranche-de-Rouergues[37].
- Le château de Roquemaurel.

#### Site de l'Insee
1. ↑  « La grille communale de densité », sur le site de l'Insee, 28 mai 2024 (consulté le 28 juin 2024).
2. 1 2  Insee, « Métadonnées de la commune ».
3. ↑  « Liste des communes composant l'aire d'attraction de Gramat », sur le site de l'Insee (consulté le 28 juin 2024).
4. ↑  Marie-Pierre de Bellefon, Pascal Eusebio, Jocelyn Forest, Olivier Pégaz-Blanc et Raymond Warnod (Insee), « En France, neuf personnes sur dix vivent dans l’aire d’attraction d’une ville », sur le site de l'Insee, 21 octobre 2020 (consulté le 28 juin 2024).
5. 1 2  « Emp T1 - Population de 15 à 64 ans par type d'activité en 2018 à Albiac » (consulté le 5 février 2022).
6. ↑  « Emp T1 - Population de 15 à 64 ans par type d'activité en 2018 dans le Lot » (consulté le 5 février 2022).
7. ↑  « Emp T1 - Population de 15 à 64 ans par type d'activité en 2018 dans la France entière » (consulté le 5 février 2022).
8. ↑  « Base des aires d'attraction des villes 2020 », sur site de l'Insee (consulté le 10 avril 2021).
9. ↑  « Emp T5 - Emploi et activité en 2018 à Albiac » (consulté le 5 février 2022).
10. ↑  « ACT T4 - Lieu de travail des actifs de 15 ans ou plus ayant un emploi qui résident dans la commune en 2018 » (consulté le 5 février 2022).
11. ↑  « ACT G2 - Part des moyens de transport utilisés pour se rendre au travail en 2018 » (consulté le 5 février 2022).
12. ↑  « DEN T5 - Nombre d'établissements par secteur d'activité au 31 décembre 2019 à Albiac » (consulté le 14 février 2022).
13. ↑  « DEN T5 - Nombre d'établissements par secteur d'activité au 31 décembre 2019 dans le Lot » (consulté le 14 février 2022).

#### Autres sources
1. ↑  Carte IGN sous Géoportail
2. 1 2  Daniel Joly, Thierry Brossard, Hervé Cardot, Jean Cavailhes, Mohamed Hilal et Pierre Wavresky, « Les types de climats en France, une construction spatiale », Cybergéo, revue européenne de géographie - European Journal of Geography, no 501,‎ 18 juin 2010 (DOI 10.4000/cybergeo.23155, lire en ligne, consulté le 14 novembre 2023)
3. ↑  « Zonages climatiques en France métropolitaine. », sur pluiesextremes.meteo.fr (consulté le 14 novembre 2023).
4. ↑  « Orthodromie entre Albiac et Lunegarde », sur fr.distance.to (consulté le 14 novembre 2023).
5. ↑  « Station Météo-France « Lunegarde » (commune de Lunegarde) - fiche climatologique - période 1991-2020 », sur donneespubliques.meteofrance.fr (consulté le 14 novembre 2023).
6. ↑  « Station Météo-France « Lunegarde » (commune de Lunegarde) - fiche de métadonnées. », sur donneespubliques.meteofrance.fr (consulté le 14 novembre 2023).
7. ↑  « Climadiag Commune : diagnostiquez les enjeux climatiques de votre collectivité. », sur meteofrance.fr, novembre 2022 (consulté le 14 novembre 2023).
8. ↑  « Les espaces protégés. », sur le site de l'INPN (consulté le 10 mai 2022).
9. ↑  « Liste des espaces protégés sur la commune », sur le site de l'inventaire national du patrimoine naturel (consulté le 1er septembre 2021).
10. ↑  « Le parc naturel régional des Causses du Quercy – charte 2012-2024 »(Archive.org • Wikiwix • Archive.is • Google • Que faire ?), sur parc-causses-du-quercy.fr (consulté le 8 mai 2021).
11. ↑  [PDF]« Le parc naturel régional des Causses du Quercy – charte 2012-2024 - le rapport »(Archive.org • Wikiwix • Archive.is • Google • Que faire ?), sur parc-causses-du-quercy.fr (consulté le 8 mai 2021).
12. ↑  « - fiche descriptive », sur le site de l'inventaire national du patrimoine naturel (consulté le 1er septembre 2021).
13. ↑  « le géoparc des Causses du Quercy »(Archive.org • Wikiwix • Archive.is • Google • Que faire ?), sur le site des Géoparks de l'Unesco (consulté le 26 août 2021).
14. ↑  « - fiche descriptive », sur le site de l'inventaire national du patrimoine naturel (consulté le 1er septembre 2021).
15. ↑  « Réserve de biosphère du bassin de la Dordogne », sur mab-france.org (consulté le 2 septembre 2021).
16. ↑  « Bassin de la Dordogne - fiche descriptive », sur le site de l'inventaire national du patrimoine naturel (consulté le 1er septembre 2021).
17. ↑  « Liste des ZNIEFF de la commune d'Albiac », sur le site de l'Inventaire national du patrimoine naturel (consulté le 1er septembre 2021).
18. ↑  « ZNIEFF le « Secteur bocager de bois de Valon, Font Rebonde et pech Mezo » - fiche descriptive », sur le site de l'inventaire national du patrimoine naturel (consulté le 1er septembre 2021).
19. ↑  « CORINE Land Cover (CLC) - Répartition des superficies en 15 postes d'occupation des sols (métropole). », sur le site des données et études statistiques du ministère de la Transition écologique. (consulté le 14 avril 2021).
20. 1 2  « Les risques près de chez moi - commune d'Albiac », sur Géorisques (consulté le 17 octobre 2022).
21. ↑  BRGM, « Évaluez simplement et rapidement les risques de votre bien », sur Géorisques (consulté le 13 septembre 2022).
22. ↑  « Dossier départemental des risques majeurs dans le Lot », sur lot.gouv.fr (consulté le 13 septembre 2022).
23. ↑  « Dossier départemental des risques majeurs dans le Lot », sur lot.gouv.fr (consulté le 13 septembre 2022), chapitre Mouvements de terrain.
24. ↑  « Retrait-gonflement des argiles », sur le site de l'observatoire national des risques naturels (consulté le 13 septembre 2022).
25. ↑  « Liste des cavités souterraines localisées sur la commune d'Albiac », sur georisques.gouv.fr (consulté le 13 septembre 2022).
26. ↑  Jean-Maire Cassagne - Villes et Villages en pays lotois.
27. ↑  Gaston Bazalgues, À la découverte des noms de lieux du Quercy : Toponymie lotoise, Gourdon, Éditions de la Bouriane et du Quercy, juin 2002, 127 p. (ISBN 2-910540-16-2), p. 105.
28. 1 2 3 4 5  Alain Trémoulet, « L'église Sancti Petri de Albiaco : condensé du document écrit par l'association Albius Villa en juin 2012 », Bulletin de l'Association Racines, no 17,‎ 2012, p. 87-101.
29. ↑  « Les maires d'Albiac », sur Site francegenweb, 22 juin 2011 (consulté le 6 janvier 2016).
30. ↑  L'organisation du recensement, sur insee.fr.
31. ↑  Calendrier départemental des recensements, sur insee.fr.
32. ↑  Des villages de Cassini aux communes d'aujourd'hui sur le site de l'École des hautes études en sciences sociales.
33. ↑  Fiches Insee - Populations de référence de la commune pour les années 2006, 2007, 2008, 2009, 2010, 2011, 2012, 2013, 2014, 2015, 2016, 2017, 2018, 2019, 2020, 2021 et 2022.
34. ↑  « Les régions agricoles (RA), petites régions agricoles(PRA) - Année de référence : 2017 », sur agreste.agriculture.gouv.fr (consulté le 14 février 2022).
35. ↑  Présentation des premiers résultats du recensement agricole 2020, Ministère de l’agriculture et de l’alimentation, 10 décembre 2021
36. ↑  « Fiche de recensement agricole - Exploitations ayant leur siège dans la commune d'Albiac - Données générales », sur recensement-agricole.agriculture.gouv.fr (consulté le 14 février 2022).
37. ↑  Association Racines, Le Patrimoine Campanaire du Canton de Gramat, Alvignac, 2020, 152 p. (ISBN 978-2-9568980-1-6), p. 41-45